# Sender Königsberg-Amalienau
Der Sender Königsberg-Amalienau war ein Mittelwellensender für das Rundfunkprogramm „Königsberg II“ der Ostmarken Rundfunk AG (ORAG, ab 1. April 1934 Reichssender Königsberg). Der Rundfunksender an der Alten Pillauer Landstraße im Stadtteil Amalienau von Königsberg (Ostpreußen) war ab dem 22. Dezember 1926 in Betrieb.
Die Sendeleistung betrug anfangs 1,5 kW. Sendeantenne war eine zweifache T-Antenne, die zwischen zwei 25 bzw. 30 Meter hohen Holzmasten aufgehängt war. Diese erste Behelfsantenne wurde im März 1927 durch eine dreifache T-Antenne ersetzt. Zwei je 80 Meter hohe Fachwerktürme aus Fichtenholz, die im Abstand von 100 Metern aufgestellt waren, trugen die neue Antenne. Mittig zwischen den Masten stand das „Senderhaus“ bzw. „Steuergebäude“, in dem die elektrischen Anlagen untergebracht waren.
Ab dem 15. Januar 1935 erhöhte sich die Sendeleistung auf 2 kW. Nun wurde als Antennenträger, wie bei den meisten deutschen Sendern dieser Zeit, ein freistehender Holzturm verwendet, in dem ein Kupferhohlseil aufgehängt war. Die schwundmindernde Halbwellen-Eindrahtantenne trug auf der Spitze eine Dachkapazität zur elektrischen Verlängerung. Der rund 100 Meter hohe Holzturm war bis 1935 Bestandteil des Senders Heilsberg. 1938 wurde ein 50 Meter hoher selbststrahlender Sendemast aus Rundstahl errichtet, der am 24. Mai desselben Jahres die Funktion des Holzturms übernahm. Die Anlage dürfte im Frühjahr 1945 durch die Kampfhandlungen der Schlacht um Ostpreußen zerstört worden sein.
Ausschnitt eines Königsberger Stadtplans von 1931